# Somatemps
Somatemps és un col·lectiu que defensa «la identitat hispana de Catalunya».
Va ser fundat el 16 de novembre del 2013 a Santpedor (Bages), on n'és resident Josep Ramon Bosch, fundador i primer president. El nom de Somatemps pretenia ser un joc de paraules entre "hi som a temps" (d'aturar l'independentisme) i el sometent (milícies catalanes de gent armada no professional constituïdes amb l'objectiu d'autodefensar-se). I en la primera reunió de l'entitat hi assistiren tant dirigents de Plataforma per Catalunya (PxC) com de Moviment Social Republicà (MSR) amb Juan Antonio Llopart, referents a l'Estat espanyol de partits com el grec Alba Daurada o el Partit Nacional Britànic (BNP) i de moviments feixistes com CasaPound.
Josep Alsina, qui succeí a Bosch a Somatemps, de jove havia militat al Partido Español Nacional Socialista (PENS), una organització neonazi creada a Barcelona l'any 1970 i que va tenir forts vincles amb els serveis secrets franquistes del Servicio Central de Documentación (SECED), fins al punt que va poder pagar un local i imprimir grans tiratges de propaganda nacionalsocialista. El PENS va arribar a cometre atemptats contra llibreries, sales de cinema i teatre o distribuïdores de llibres i editorials. Amb Alsina es relaciona també Jorge Buxadé Villalba, que ha reconegut públicament ser membre de SCC, i el qual va ocupar el número 7 de la candidatura de FE de las JONS per Tarragona en les eleccions catalanes del 1995. Buxadé a més va fer d'Advocat de l'Estat el setembre del 2009, sota les ordres del Govern espanyol, quan va impugnar la consulta sobre la independència de Catalunya que es va celebrar a Arenys de Munt.
Somatemps també ha rebut l'ajuda de l'advocada Ariadna Hernández, en aquells temps coordinadora de Vox 
 a la demarcació de Barcelona i parella d'un dels principals impulsors del neofeixista Casal Tramuntana, el regidor de PxC a l'Hospitalet de Llobregat Alberto Sánchez. El periodista Xavier Rius fins i tot ha arribat a afirmar que SCC ha mantingut contactes amb la que va ser delegada del govern espanyola a Catalunya, María de los Llanos de Luna, contactes però que Bosch nega insistentment malgrat que existeixen fotografies de la trobada.
L'entitat va organitzar el desembre de 2013 a Ripoll el I Congrés de Catalanitat Hispànica en què van participar el socialista Joaquim Coll i el popular Fernando Sánchez-Costa. També va ser organitzadora d'actes de protesta a davant de la seu de Convergència pel "cas Pujol" a la que s'hi va sumar la concentració conjunta amb Plataforma per Catalunya (PxC) davant del Parlament pel mateix motiu.
Entitats com d'Espanya i Catalans el 2012 i Som Catalunya, somos España el 2013, havien volgut commemorar públicament el Dia de la Hispanitat a Barcelona, però no aconseguiren concentrar una assistència prou gran. Somatemps pretenia agafar el relleu tot convocant l'assemblea fundacional el 26 d'abril al Monestir de Poblet. Dies abans però ja s'havia celebrat un acte a Barcelona on a la presentació de Societat Civil Catalana hi assistiren entre d'altres l'ultradretà Santiago Abascal secretari general de la nova formació Vox i Borja García-Nieto el president del Círculo Ecuestre. En la manifestació del 12 d'octubre a Barcelona Somatemps no s'hi va adherir malgrat que sí que hi assistí.